# Monterrubio de Armuña
Monterrubio de Armuña és un municipi de la província de Salamanca a la comunitat autònoma de Castella i Lleó. Limita a l'Oest i Nord amb Castellanos de Villiquera, a l'Est amb La Vellés i San Cristóbal de la Cuesta i al Sud i Oest amb Villares de la Reina.

## Demografia
| 1991 | 1996 | 2001 | 2004 |
| ---- | ---- | ---- | ---- |
| 125  | 339  | 630  | 656  |

## Personatges
- Agustín Tamames, ciclista guanyador de la Volta ciclista a Espanya 1975